# La Avanzada (Santa Rosa)
La Avanzada es una parroquia rural del cantón Santa Rosa, provincia de El Oro, ubicada a 7 km de distancia del centro urbano de dicho cantón, a orillas del río Santa Rosa.
La parroquia se encuentra situada a 650 metros sobre el nivel del mar.

## Historia
En el año de 1952, encontrándose el sitio denominado La Avanzada más poblado y ampliada su estructura económica, por iniciativa de Flavio Romero Córdova, primer Teniente Político de La Avanzada (1952-1970), surge la idea de su parroquialización. Flavio Romero en unión de otros moradores, en reunión celebrada en su casa, a la que asistió el entonces legislador José María Ollague (+), proponen a dicho legislador dar inicio al proceso de parroquialización. En aquel mismo año de 1952 los legisladores orenses Dr. Nicolás Castro Benítez, Bolívar Madero Vargas y José María Ollague, expusieron la idea y formularon la pertinente petición de parroquialización a los Honorables Diputados del Congreso Nacional.
Su creación como parroquia ocurrió el 7 de noviembre de 1952, mediante decreto ejecutivo N° 502 de dicha fecha, el mismo que fue inscrito el 10 de enero de 1953.
La construcción de su iglesia empezó desde el año de 1935, mediante donación del terreno donde se levanta por parte de Modesto Paucar. Después de que como sitio La Avanzada fuera ascendido a parroquia, la iglesia sufrió cambios, pasando de ser una choza de madera, a ser en el año 1997, una edificación de hormigón.
Entre 1960 y 1970 gran parte de los habitantes de la parroquia se dedicó a la explotación de la chivila, fruto de la palma real, es por esto que a los avanzadeños se los conoce como chivileros.

## Transporte
La Avanzada tiene calle asfáltica de 3 km. que comparte con la vía que va a la parte alta de la Provincia de El Oro y 500 metros de calles de tierra, con una total de 5 manzanas. El sitio Limón Playa, participa de la vía principal que va a Piñas y un tramo de asfalto interno que da un total de  2,5 km. 
Por la parroquia pasan cada 45 minutos Buses interprovinciales que van a Piñas, Portovelo, Zaruma, y Loja.
Sitios de la parroquia La Avanzada:
- La Palma
- La Pereira
- El Vado
- Las Colinas
- Las Brisas
- Aguas Verdes
- Limón Playas